# 동구·남구 갑
동구·남구 갑은 대한민국의 국회의원 선거구이다. 광주광역시 남구 일부를 관할한다. 지역구 국회의원은 더불어민주당의 정진욱이다. 이름에 '동구'가 붙어 있긴 하지만 선거 관할 지역에 동구 지역은 들어가 있지 않다.

## 역사
2016년 대한민국 제20대 국회의원 선거를 앞두고 동구의 인구가 하한선 밑으로 내려감에 따라 남구와 함께 선거구를 구성하게 되었다. 이에 남구의 일부 지역을 관할하는 선거구로 신설되었다. 신설 당시 봉선동, 월산동, 주월동, 효덕동, 송암동, 대촌동을 관할하였다.

## 관할 구역
| 대수      | 관할 구역                                                                                         |
| --------- | ------------------------------------------------------------------------------------------------- |
| 20대~21대 | 남구 봉선1동, 봉선2동, 월산동, 월산4동, 월산5동, 주월1동, 주월2동, 효덕동, 송암동, 대촌동         |
| 22대~     | 남구 봉선1동, 봉선2동, 월산동, 월산4동, 월산5동, 주월1동, 주월2동, 진월동, 효덕동, 송암동, 대촌동 |

## 역대 국회의원
| 선거   | 정당 | 정당         | 의원   |
| ------ | ---- | ------------ | ------ |
| 2016년 |      | 국민의당     | 장병완 |
| 2020년 |      | 더불어민주당 | 윤영덕 |
| 2024년 |      | 더불어민주당 | 정진욱 |

## 역대 선거 결과

### 대한민국 제20대 국회의원 선거
|  | 55.62% |

|  | 28.98% |

|  | 7.62% |

|  | 3.19% |

|  | 2.34% |

|  | 2.21% |

### 대한민국 제21대 국회의원 선거
|  | 77.23% |

|  | 20.60% |

|  | 1.35% |

|  | 0.79% |

### 대한민국 제22대 국회의원 선거
|  | 88.69% |

|  | 11.30% |

## 같이 보기
- 광주 남구의 국회의원
- 광주광역시의 선거구
- 동구·남구 을